# Torrelodones
Torrelodones község Spanyolországban, Madrid tartományban. Torrelodones Madrid, Las Rozas de Madrid, Galapagar, Moralzarzal, Hoyo de Manzanares és Fuencarral-El Pardo községekkel határos. Lakosainak száma 25 316 fő (2024).

## Népesség
A település népessége az utóbbi években az alábbiak szerint változott:
| Lakosok száma | 14 717 | 18 228 | 20 452 | 21 781 | 22 680 | 22 838 | 23 128 | 23 717 | 24 775 | 25 316 |
|               | 2001   | 2004   | 2007   | 2009   | 2012   | 2014   | 2017   | 2019   | 2022   | 2024   |